# Kasparus
Kasparus – wieś kociewska w Polsce, położona w województwie pomorskim, w powiecie starogardzkim, w gminie Osiek na obszarze Borów Tucholskich, u zbiegu dwóch dopływów Wdy: Brzezianki i Św. Strugi.

## Historia
Pierwsze wzmianki na temat Kasparusa pochodzą z 1664. W okresie zaboru pruskiego wieś nosiła nazwę Kasperhausen, a w okresie okupacji hitlerowskiej Langenwalde.

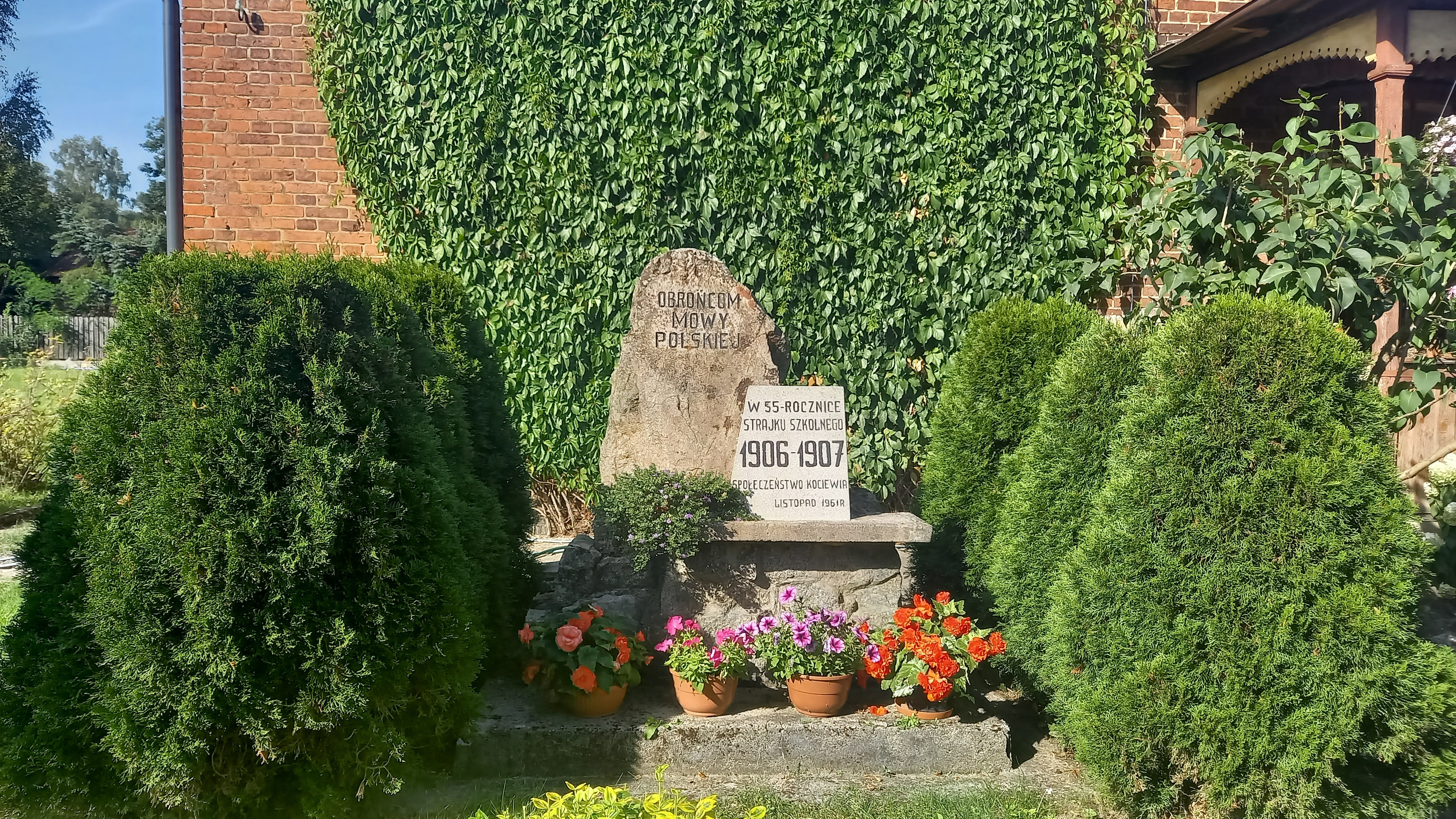
Pomnik upamiętniający strajki szkolne przed dawną szkołą w Kasparusie

Rozgłos przyniósł Kasparusowi dramatyczny w skutkach strajk szkolny, rozpoczęty 8 stycznia 1907. Po wprowadzeniu w tamtejszej szkole zajęć religii w języku niemieckim, doszło do starć rodziców z pruskimi nauczycielami oraz żandarmerią. Wielu mieszkańców zostało ukaranych więzieniem lub wysokimi grzywnami, co doprowadziło wiele rodzin do ubóstwa. Z uczestników strajku znane są nazwiska następujących dzieci: J. Andrearczyk, Kłomski, Bukowski, Kamiński, Kosecki, Makiła, Maryański, Mazurowski, Pankowski, Pawski, Pokorzyński, Alfuth, Jezierski, Marks, Szarmach, Wicichowski, Borowiecki, Grabowski, Prekop, Rydzewski, Rocławski, Dywel. W 55. rocznicę strajku został postawiony we wsi pomnik ku czci Obrońców Mowy Polskiej. 
W okresie międzywojennym rozwój wsi był związany głównie z przemysłem drzewnym.
W latach 1954–1961 wieś należała i była siedzibą władz gromady Kasparus, po jej zniesieniu w gromadzie Osiek. W latach 1975–1998 miejscowość administracyjnie należała do województwa gdańskiego.
Najstarsze budynki znajdujące się do tej pory we wsi mają około dwustu lat. Do najbardziej znanych należy parterowa plebania z połowy XIX wieku i neogotycki, drewniano-ceglany kościół pod wezwaniem św. Józefa z 1926, konstrukcji ryglowej (wpisany do rejestru zabytków pod numerem 1070 decyzją z 06.11.1989).
Kościół w dużej części spłonął w nocy z 30 na 31 grudnia 2020; przyczyny pożaru nie są znane. Trwa odbudowa kościoła.

## Zabytki
Według rejestru zabytków Narodowego Instytutu Dziedzictwa na listę zabytków wpisane są:
- kościół parafialny pw. św. Józefa, 1926–1927, nr rej.: A-1339 z 06.11.1989, posiada ryglową nawę i drewnianą wieżę z izbicą. Obok drewniana plebania z poł. XIX w.[11]
- cmentarz, nr rej.: j.w.
- cmentarz rzymskokatolicki, 1926, nr rej.: A-1291 z 06.11.1989.